# Domenico Pinelli
Domenico Pinelli, italijanski rimskokatoliški duhovnik, škof in kardinal, * 1541, Genova, † 9. avgust 1611.

## Življenjepis
18. decembra 1585 je bil povzdignjen v kardinala.